# Grohe
Grohe AG (Гроэ) — производитель санитарно-технической арматуры, смесителей и аксессуаров. Компания была основана в 1936 году Фридрихом Гроэ. Имеет представительства в 15 странах мира. Штаб-квартира Grohe расположена в Дюссельдорфе, Германия.

## Деятельность
Grohe производит смесители и душевые гарнитуры для ванной комнаты и кухни, автоматические и электронные смесители общественного и коммерческого назначения, системы инсталляции и смыва для подвесной сантехники, системы скрытого настенного монтажа.
На долю Grohe AG приходится примерно 8 % мирового рынка.
В 2007 году объём продаж выпускаемой Grohe сантехнической арматуры для кухонь, ванн и душа, автоматической арматуры для коммерческого и общественного секторов, а также инсталляционных и смывных систем составил около 1,02 млрд евро.
У Grohe 6 производственных площадок, две из которых находятся за рубежом, в частности в Португалии и Таиланде. Компания реализует более 82 % выпускаемой продукции за пределами Германии. По всему миру на предприятиях Grohe работает около 5000 человек.

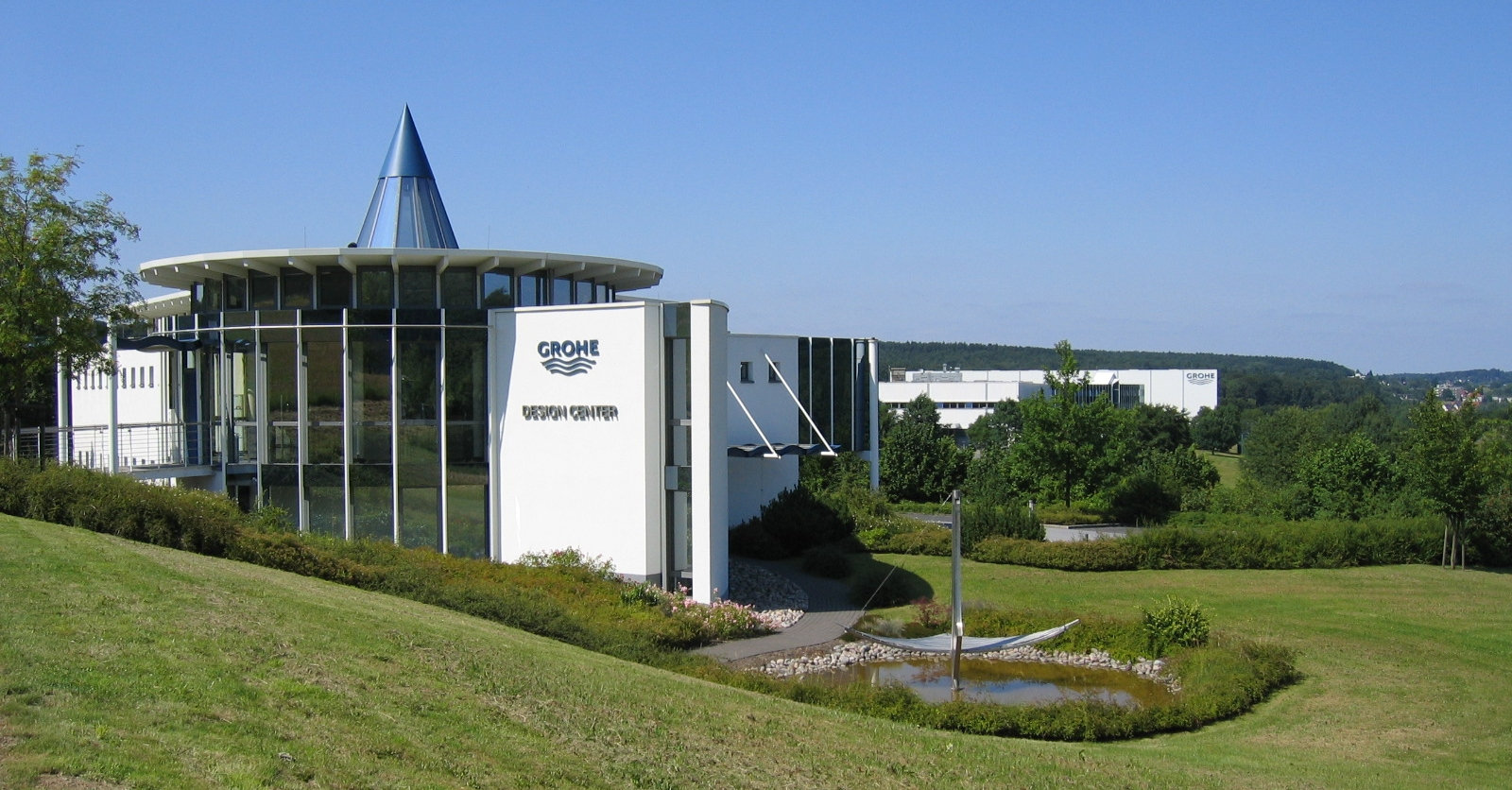
Дизайн-центр Grohe AG. Германия, Хемер-Эдельбург

Компания Grohe производит свои изделия в собственном центре дизайна. На протяжении многих лет компания удостаивалась самых известных в мире наград в области дизайна, таких как «Red dot», «IF design awards», а также «Good Design Awards». В сентябре 2017 компания Grohe была внесена в рейтинг компаний, стремящихся изменить мир («Change the World ranking»), который составляет бизнес-журнал Fortune. Grohe стала одной из 50 компаний, стратегия которых оказывает позитивный эффект на общество.